# ニンテンドービデオ
ニンテンドービデオは、かつてニンテンドー3DS向けに展開されていた、任天堂おすすめの3D映像コンテンツを視聴できるサービス、およびそのためのソフトウェア。
2011年7月13日よりサービスが開始され、2014年3月31日に終了した。

## 視聴方法
ニンテンドーeショップでクライアントソフトウェアの「ニンテンドービデオ」を無料でダウンロードすることで視聴できた。
いつの間に通信により自動的にコンテンツがダウンロードされ、SDメモリーカードに保存、過去のコンテンツは自動消去されていた。

## 配信されていた番組
- 3Dふらふら街歩き 京都 - NHK BSプレミアム「京都ふらふら」の3D再編集版。NHKエンタープライズ提供。[3]
- 3D世界ふれあい街歩き - NHK BSプレミアム「世界ふれあい街歩き」の3D再編集版。NHKエンタープライズ提供。[4]
- 東京ガールズコレクション - NHKエンタープライズ提供。[5]
- 日刊トビダス- いつの間にテレビで配信されていたコンテンツの再放送。フジテレビジョン提供。[6]
- トビダスZ - 『日刊トビダス』の後継コンテンツ。フジテレビジョン提供[7]。[8]
- よしもとニンテンドー3DS実験劇場 - 吉本芸人による実験。[9]
- トンデモ!さいえんす - Wiiの間で配信されていた同番組の3DS出張版。Wiiの間より先行配信されることもあった。[10]
- ゼルダの伝説 スカイウォードソード オーケストラ演奏[11]
- 星のカービィ〜特別編〜倒せ!!甲殻魔獣エビゾウ（アニメ）[12]
- 新・光神話 パルテナの鏡（アニメ）[13]
- ひつじのショーン3D（ストップモーションアニメ）- 全15話。ニンテンドービデオサービス終了後も3DSダウンロードソフトとして100円～200円で購入できた[14][15][16]。
- おいしい3D - 有名シェフが料理とレシピを紹介。[17]
- あのゲームをもう一度。 - レトロゲーム（バーチャルコンソールで配信されている）の紹介と検定と称する攻略法のクイズ。3D非対応。[18]
- カセキホリダー 徹底調査団 - 「カセキホリダー ムゲンギア」について紹介するアニメ。3D非対応。[19]
- 「Dinosaur Office」（アニメ）従業員が恐竜であるオフィスを描いたストップモーション・クレイアニメシリーズ。[20] このシリーズは、番組の制作者によってYouTubeで公開されたストップモーション・ウェブシリーズに基づいています。[21] 後に、Stoopid Buddy Studiosによってアニメーション化され、Nintendo Video専用のクレイアニメシリーズになりました。[22][23] このシリーズは北米とヨーロッパでのみリリースされました。シリーズのエピソードは後にCollegeHumorの公式YouTubeチャンネルでリリースされました。シリーズに基づいたビデオゲームの計画がありました。[24]
- 「Baman and Piderman」 （アニメ）バマンとピダーマンの冒険を描いたシリーズ。彼らは『バットマン』と『スパイダーマン』のパロディキャラクターです。北米のみで2D形式でリリース[25]。
- 「BearShark」 （アニメ）任天堂ビデオのオリジナルアニメシリーズ。ロードランナーのアニメに触発され、クマとサメがスティーブという男性を追いかける物語。[26]。2011年にNintendo Videoでパイロット版が公開され[27]、後に2013年にシリーズ化が発表され、任天堂とCollegeHumorの提携によるものです。[26] [28]。シリーズに基づくビデオゲームも2013年にeショップでリリースされ、Silverball Studiosが開発。北米とヨーロッパのみのリリースです。
- 『Pizza Quest』 - CollegeHumorが独占制作した任天堂ビデオ用のアニメパイロット。ニューヨーク市のピザ職人が世界最高のピザ材料を探す旅に出る物語です。[29] [30]。『恐竜オフィス』や『ベアシャーク』とは異なり、シリーズ化には至りませんでした。[31]。
- 『Next Level: Hugs!』 - 生放送のパイロット。人々が抱き合うさまざまなシナリオを紹介し、日常の活動を次のレベルに引き上げようとするキャラクターたちを描く。『恐竜オフィス』『ベアシャーク』と異なり、シリーズ化には至りませんでした。[31] [32]。
- 『Duel』 - 世界で最もあり得ない格闘家同士の決闘を描く生放送パイロット。こちらもシリーズ化されませんでした。[33][34]。
- 「Threediots」は、任天堂のビデオ向けオリジコメディシリーズで、俳優のバーク（ドン・ファネリ演）とローラ（タニシャ・ロング演）が様々な悪の勢力と戦いながら番組を続ける内容です。2012年6月7日のニンテンドー3DSソフトウェアショーケース中に発表されました。[35] 北米のみでリリース
- 『The Legend of Zelda: The Misadventures of Link』（アニメ）任天堂が「ゼルダの伝説 風のタクトHD」のプロモーション用に制作したコメディミニシリーズ。ビデオゲームの映像をカスタマイズしたカメラアングルやゲーム内改造を用いたマシニマ技法で制作。エピソードは定期的にニンテンドービデオで独占配信されました。[36][37] シリーズはゲーム内のさまざまなシナリオを追います。後にPlay NintendoのYouTubeチャンネルでストリーミング配信された。
- 『Wildheart Riukiu』（アニメ）ストップモーション短編シリーズ。16ビットグラフィックスとやや不格好ながらも面白いキャラクターを特徴としています。[37] [38]
- 『Pikmin Safari』任天堂ビデオ専用のショートシリーズ。ピクミン3を基にした風刺的な自然ドキュメンタリーで、探検者のウィンストン・チャムリングがアルフとクルーを追いながら、カメラマンと共にPNF-404の環境や生き物を探索・交流します。後にPlay NintendoのYouTubeチャンネルでストリーミング配信された。（2D）[39]
- 『Tomodachi Life: Lessons from Space』 2人のエイリアン、ノーバーキャプテンとポーキン科学官が地球を支配しようとしますが、「ともだちライフ」を通じて人間の行動を学びます。（2D）[40]
- 『How to Win at Super Smash Bros.』任天堂が制作したコメディ風のマシニマ短編シリーズ。『スーパースマッシュブラザーズ for ニンテンドー3DS』で制作され、最後の2エピソードは『スーパースマッシュブラザーズ for Wii U』で制作。ゲームの基本操作をユーモラスに教える内容。計10エピソードが定期的にニンテンドービデオで配信され、その後Play NintendoのYouTubeチャンネルやニンテンドー3DS eShopで視聴可能だったが、eShopは2023年3月27日に終了した。[41]
- 『Bravest Warriors』（アニメ）4人のヒーローの冒険を描く。フレデレータ社のYouTubeチャンネル「Cartoon Hangover」で制作。北米のみで配信。[42]
- 『Cartoon Conspiracies』エミリーという女性が、さまざまなアニメ関連の理論を検証。ニンテンドービデオで5エピソード放送されたが、多数がYouTubeに存在。北米のみ。[43]
- Bee and PuppyCat（アニメ）若い女性の仕事を漂うキャラクターと、彼女と犬/猫ハイブリッドの冒険を描く。フレデレータのYouTubeチャンネル「Cartoon Hangover」で制作。北米のみ。[44]
- Too Cool Cartoons!（アニメ）異なるクリエイターによる短編集。『ビーとパピーキャット』のパイロットも含む。北米のみ。[45]
- Zelda Termina Tour 青沼英二が案内役の短編チュートリアル動画シリーズ。『ゼルダの伝説 ムジュラの仮面 3D』の世界を紹介。[46]
- WWE Slam City お気に入りのWWEファイターたちがSlam Cityでの仕事を目指す。北米のみ。（2D）[47]
- Oscar's Oasis（アニメ）砂漠に住むトカゲのオスカーは、食べ物や水を探す生活。フェネックのポピー、ハゲタカのバッキー、ハイエナのハーチーがしばしば彼と奪い合います。ヨーロッパのみで配信。[48]
- ヤンス!ガンス!（アニメ）ニューヨーク市で、怪物だらけの街で2匹のモンスターが食事を奪い合う。[49]
- Marshmallow People（アニメ） 2つのマシュマロが退屈を解消するための冒険に出る。北米のみで公開。（2D）[50]
- 「Charlie the Unicorn」（アニメ） チャーリーと他の二匹のユニコーンがキャンディマウンテンを探す。北米のみで公開。（2D）[51]
- Llamas with Hats（アニメ） ラマのカールが文明に大混乱をもたらす。一方、ラマのポールはそれに不満を抱く。北米のみで公開。（2D）[52]
- ブルーマン・グループ・ナウ・ショーツ ブルーマングループは、灰色の部屋で見つけたものに基づいてさまざまな状況に巻き込まれる。例えば、大きなリモコンや「アップグレード」スイッチなど。[53]
- SUNDAY JOG（アニメ）北米とヨーロッパでのみ発売されました。[54][55]
- UYUYUI!（アニメ）北米とヨーロッパでのみ発売されました。[56]
- the 3D-Machine（アニメ）これらのビデオでは、世界中でモンスター狩りをしているイゴールと教授を追います。北米とヨーロッパでのみ発売されました。[57]
- シュレック 3匹のこぶたとオオカミ（アニメ）（ドリームワークス）北米とヨーロッパでのみ発売されました。[58][59]
- モンスターVSエイリアン 生きたニンジンの呪い（アニメ）（ドリームワークス）北米とヨーロッパでのみ発売されました。[58][59]
- Monkey and Bear（アニメ）北米とヨーロッパでのみ発売されました。[60]
- Wallflower Tango（アニメ）北米とヨーロッパでのみ発売されました。[61]
- Little Boat 3D（アニメ）北米とヨーロッパでのみ発売されました。[62]
- Big Buck Bunny（アニメ）北米とヨーロッパでのみ発売されました。[63]
- The Mind's Eye（アニメ）すべてを違った視点で捉える若者の冒険を追いかけよう。想像できるあらゆるものが渦巻く世界で、次に何が起こるかはあなた自身が決める。北米とヨーロッパでのみ発売されました。[64]

上記以外にもミュージックビデオやCGによるショートフィルム等さまざまなコンテンツがあった。また、過去に配信した番組を再配信することもあった。